# Haltepunkt Wuppertal-Nächstebreck
Der Haltepunkt Wuppertal-Nächstebreck war ein Haltepunkt im Wuppertaler Stadtteil Nächstebreck, Siedlung Bracken. Im Jahr 1884 wurde der Haltepunkt unter dem Namen Bracken eröffnet, später bis zur Einstellung des Personenverkehrs unter dem Namen Nächstebreck (im Wechsel mit und ohne vorangestellten Stadtnamen) geführt.

## Geschichte
Im Frühling 1884 wurde dieser Haltepunkt der Bahnstrecke Wichlinghausen-Hattingen unter dem Namen Bracken eröffnet, um die gleichnamige Siedlung mit dem späteren Barmer Ortsteil Wichlinghausen, den Ortsteilen der Stadt Sprockhövel und der Stadt Hattingen zu verbinden. Die Eröffnung des Haltepunktes liegt der Inbetriebnahme dieser Bahnlinie zugrunde, dessen Konzession der Rheinischen Eisenbahn-Gesellschaft oblag. Am 5. August 1922 wurde das eigenständige Amt Nächstebreck nach Barmen eingemeindet, weshalb dieser Haltepunkt nun zum Stadtgebiet von Barmen gehörte und der Name dementsprechend in Barmen-Nächstebreck umgeändert wurde. Der Name wurde trotz Gründung der Stadt Barmen-Elberfeld im Jahr 1929, die ein Jahr später als Wuppertal bezeichnet wurde, weitergeführt, Mitte der 1930er, vermutlich 1936, fiel die vorangestellte Bezeichnung Barmen weg und bis 1949 hieß der Haltepunkt nur Nächstebreck. Die letzte Umbenennung, von Nächstebreck in Wuppertal-Nächstebreck fand 1949/1950 statt und wurde bis zur Einstellung des Personenverkehrs im Herbst 1979 beibehalten. Nach Aufgabe des Personenverkehrs diente sie zum größten Teil nur als Güterstrecke, bis diese Strecke im Herbst 1991 gänzlich aufgegeben wurde und Schienen sowie Signalanlagen im Jahr 1996 abgebaut wurden. Lediglich der Bahnsteig mit Überdachung sowie ein von einem im Bezirk Bracken ansässigen Heimatverein gespendetes Bahnhofsschild mit in Fraktur-Schrift geschriebenen Bahnhofsnamen blieben erhalten. Der Gleisbereich zwischen dem Haltepunkt und dem Tunnel Schee wurde begrünt.

## Betrieb
Der Haltepunkt wurde zeit seines Bestehens nur von einer Zuglinie bedient, ansonsten fand regelmäßiger Güterzugverkehr, speziell Kohlentransport von der Zeche Trappe, statt. Ab 1889 wurde vom folgenden Bahnhof Schee eine Stichstrecke zur Zeche Trappe in Silschede in Betrieb genommen, wodurch weiterer Zugverkehr zu verzeichnen war. Die Wichtigkeit der Trasse bestätigte sich um 1900 mit dem zweigleisigen Ausbau zwischen Wichlinghausen und Schee, wozu vor Schee eine zweite Tunnelröhre notwendig wurde. Allerdings wurde das zweite Gleis im Jahr 1951 wieder demontiert und die Strecke verblieb eingleisig. Der Bahnübergang am Haltepunkt war mit den damals modernen Anlagen ausgestattet, dennoch gestaltete sich die Überquerung aufgrund des abknickenden und bergab führenden Straßenverlaufs unmittelbar am Bahnübergang unübersichtlich. Ein am Bahnübergang befindliches Haus, das zuletzt als Gaststätte betrieben wurde und vermutlich in den späten 1960er leerstand, wurde 1971 abgerissen.

### Nahverkehrsbetrieb
Ab 1902 wurde diese Bahnstrecke als Hauptstrecke für die Personenbeförderung und den Gütertransport betrieben. Anfangs wurden Dampflokomotiven der Baureihe 78 mit jeweils drei oder vier Abteilwagen bis in die 1950er Jahre eingesetzt. Ab 1953 fuhren die relativ neuen „Roten Brummer“ in Doppeltraktion, welche später von Triebwagen der Baureihe 515/815 abgelöst wurden.

## Situation heute
Die Siedlung Bracken pflegt seit der Stilllegung der Bahnstrecke wieder eine Dorfidylle ohne Anschluss an den öffentlichen Personenverkehr. Vom damaligen Haltepunkt zeugen nur noch die zwei Bahnsteige und ein Prellbock. Der Bahnsteig in Richtung Wuppertal-Wichlinghausen wurde durch den örtlichen Heimatverein gut erhalten und gepflegt. Es steht noch die hölzerne Wartehalle, an der nachträglich das Namensschild Haltepunkt Bracken, in Bezug auf den ehemaligen Namen des Haltepunkts sowie der Siedlung und die durchführende Straße, angebracht wurde. Das Bahnhofsschild Wuppertal-Nächstebreck, das den Namen in Frakturschrift wiedergibt, wurde in den frühen 1980er vom Heimatverein gestiftet. Die Trasse wurde 1996 rückgebaut, später begrünt (Bereich Bracken) oder der Natur überlassen. Ihr Verlauf lässt sich noch erahnen; teilweise hat sich aber im Bereich Nächstebreck, wo die Strecke durch ein bewaldetes Gebiet führt, Wildwuchs ausgebreitet.